# Самаракис, Антонис
Антонис Самаракис (греч. Αντώνης Σαμαράκης, Афины, 16 августа 1919 г. — Пилос, 8 августа 2003 г.) — греческий писатель.

## Биография
Антонис Самаракис родился в Афинах в 1919 году и окончил юридический факультет Афинского университета. По окончании университета работал в министерстве труда, но с началом диктатуры генерала Метаксаса в 1936 году, поддал в отставку. Вернулся в министерство в 1945 г. и продолжил там работу до 1963 г. Во время нацистской оккупации участвовал в греческом Сопротивлении. В 1944 г. был арестован нацистами и приговорён к смертной казни, но ему удалось бежать.
Участвовал также в Сопротивлении против греческой диктатуры 1967—1974 гг.
Работал экспертом Международной организации труда ООН во многих странах мира, и в 1989 году провозглашён Послом доброй воли UNICEF (Список Послов доброй воли ЮНИСЕФ).
Его первое появление в литературе состоялось в 1954 г., после издания сборника рассказов «Требуется надежда» Правда в начале 30-х годов были изданы его первые стихотворения.
Произведения Самаракиса переведены более чем на 30 иностранных языков.
Антонис Самаракис умер в 2003 году.
Согласно завещанию его тело было передано Афинскому университету для анатомирования студентами Медицинского факультета.

## Романы
- «Знак опасности» 1959 г.
- «Ошибка» 1965 г.
- «Во имя» 1998 г.

## Сборники рассказов
- «Требуется надежда», 1954 г.
- «Отказываюсь», 1961 г.
- «Паспорт», 1973 г.
- «Противостояние», 1992 г.
- «Автобиография», 1996 г.
- «Контора идей», 2000 г.

## Награды и премии
Кроме множества национальных призов и наград Самаракис был удостоен:
- Большого Приза Полицейского романа — Франция, 1996 г. за роман «Ошибка».
- EUROPALIA, 1982 г .
- Крест Рыцаря Искусств, 1995 г.
- Государственный Литературный Приз Франции, 1995 г.